# Eibiswald
Eibiswald é um município da Áustria, situado no distrito de Deutschlandsberg, no estado da Estíria. Tem 152,04 km² de área e sua população em 2019 foi estimada em 6.446 habitantes.